# Óbidos, Pará
Óbidos este un oraș în statul Pará (PA), Brazilia.
1. ↑   http://obidense.com.br/noticia/2611/a-cidade-de-obidos-surgiu-atraves-da-construcao-de-um-forte-ha-320-anos-registrado-na-historia Lipsește sau este vid: |title= (ajutor)
2. ↑   https://data.iana.org/time-zones/tzdb-2021e/southamerica Lipsește sau este vid: |title= (ajutor)